# 토마시 켕지오라
토마시 카롤 켕지오라(폴란드어: Tomasz Karol Kędziora, 1994년 6월 11일 ~ )는 폴란드의 프로 축구 선수로, 수페르리가 엘라다 클럽 PAOK와 폴란드 국가대표팀에서 수비수로 뛰고 있다.

## 구단 경력

### 초기 경력
4살 때, 토마시 카롤 켕지오라는 지엘로나 고라의 유소년 아카데미에 다니기 시작했다. 그는 그 당시 그의 아버지 미로스와프에 의해 훈련을 받고 있었다. 2010년 7월, 그는 폴란드 주니어 챔피언십의 마지막 토너먼트에 지엘로나 고라 선수로 참가했다. 그 팀은 토마시 켕지오라의 아버지가 지도하는 동메달을 땄다.

### 레흐 포즈난
2010-11년 엑스트라클라사가 시작되기 전, 켕지오라는 폴란드 챔피언 레흐 포즈난과 계약을 맺었다. 처음에 주니어 엑스트라클라사 레흐 팀의 선수였던 그는 2010-11년 시즌에 20경기에 출전하여 2골을 넣었다. 2011-12년 엑스트라클라사에서 그는 1군에 속했지만, 계속해서 주니어 엑스트라클라사에서만 20경기에 출전하여 7골(승부차기 5골 포함)을 넣었다.
2011년 9월 20일, 켕지오라는 크로브리 그워구프와의 폴란드 컵 1/16 결승전에 레흐 포즈난의 선수단에 포함되었지만 출전하지 않았다. 2012년 6월 21일, 켕지오라는 포즈난 클럽과 2015년 6월 30일까지 새로운 3년 계약을 맺었다.
2012년 7월 12일, 켕지오라는 1-1로 비긴 카자흐스탄의 축구 클럽인 제티수와의 유로파리그 1차 예선 경기에서 1군 데뷔 전을 치렀고, 90분에 바르토슈 슬루사르스키 소속으로 들어갔다.
켕지오라는 2015년 11월 1일, 2018년 6월 30일까지 유효한 새로운 3년 계약에 서명했다. 2014-15년 시즌, 그는 팀과 함께 폴란드 타이틀을 거머쥐었고, 35경기에 출전해 3골 6도움을 기록했다.

### 디나모 키이우
2017년 7월 11일, 켕지오라는 우크라이나의 디나모 키이우와 4년 계약을 체결했다.

### PAOK
2023년 1월 29일, 켕지오라는 시즌이 끝날 때까지 그리스 클럽 PAOK에 임대로 합류했다. 2023년 7월 11일에 12개월 더 연장되었다.
2024년 7월 10일, 켕지오라는 디나모와의 계약을 상호 동의하에 해지했다. 3일 후, 그는 PAOK로 영구 이적하여 1년 더 옵션이 있는 2년 계약을 체결했다.

## 국가대표팀 경력
켕지오라는 2015년 6월에 조지아와 그리스와의 친선 경기를 위해 폴란드 국가대표팀에 처음으로 소집되었다. 그는 2017년 11월 13일 멕시코와의 경기에서 데뷔했다.
2018년 5월, 그는 러시아의 2018년 FIFA 월드컵 예선 35인 명단에 이름을 올렸지만, 최종 23인에 들지 못했다.